# Crank (película)
Crank (titulada: Crank: muerte anunciada en Hispanoamérica y Crank: veneno en la sangre en España) es una película de acción/thriller, humor negro de 2006, escrita y dirigida por Mark Neveldine y Brian Taylor. Está protagonizada por Jason Statham, Amy Smart, Efren Ramírez y Dwight Yoakam. Fue estrenada en Estados Unidos el 1 de septiembre de 2006 en 2515 salas. La película fue clasificada con una R por la MPAA por la violencia, lenguaje, sexualidad y el consumo de drogas.

## Argumento
Un sicario profesional, Chev Chelios, se despierta mareado y con visión borrosa. Después de dar varios tumbos por su apartamento, descubre un DVD que tiene escrito "Jódete". Chelios lo pone en el reproductor de DVD y ve a un gánster enemigo suyo, Verona, que le dice que le ha inyectado, mientras estaba inconsciente, un veneno llamado "Cóctel Beijing", diciéndole que morirá en una hora. Chelios monta en cólera y destruye la televisión donde estaba viendo el vídeo, entonces corre hasta su coche, un Buick Riviera, y conduce rápidamente a través de Los Ángeles. En su furia, Chev se da cuenta de que su malestar se ve aliviado. Realiza varias llamadas, primero a su novia Eve (Amy Smart), pero ella no contesta. Entonces llama al Dr. Miles (Dwight Yoakam), con la esperanza de que posea algún antídoto, pero Miles no se encuentra en Los Ángeles en ese momento. La siguiente llamada la realiza a Kaylo (Efren Ramírez), su amigo e informante, para intentar averiguar la localización de Verona o de alguno de sus asociados.
Chev entonces se dirige a un bar en el centro de la ciudad y apunta a un antiguo socio, Orlando, para pedirle ayuda para localizar a Verona. Orlando le dice que no sabe dónde está Verona, Chev le compra cocaína y lo ataca para elevar su nivel de adrenalina. Según está huyendo, varias unidades policiales comienzan a perseguirlo. Mientras Chelios intenta zafarse de la policía, recibe una llamada del Doctor Miles, que le dice que necesita ir a un hospital y conseguir adrenalina. Durante la conversación, Chev se zafa de la policía conduciendo a través de los interiores de un centro comercial, estrellando su coche contra las escaleras mecánicas y huyendo en un taxi. Su próxima parada sería para robar una tienda de todo a cien, donde conseguiría comida estimulante y bebidas con cafeína.
Chev va a la mansión de Carlito, un capo del crimen con el que está afiliado. Chev salta dentro de la piscina para hablar con él, pero Carlito dice que no lo ayudará. De vuelta en el taxi, recibe una llamada de Kaylo, que le dice que el hermano de Verona está en un restaurante. Chev entra en el restaurante y lleva al hermano de Verona al callejón de detrás; allí Chev le corta la mano en la que sostenía la pistola con un cuchillo de carnicero. Ambos luchan entre ellos, y Kaylo lo golpea con un rodillo de cocina. La pistola de Chev está defectuosa después de haberse metido en la piscina, por lo que coge la mano que le había cortado, que todavía tenía agarrada la pistola, y le dispara, matándolo. Él entonces llama a Verona, que se muestra sorprendido de que todavía siga vivo. Chev le quita un collar al hermano de Verona y le dice que ha matado a su hermano y que va a ir a por él y a por los suyos para matarlos.
Chev entonces va al hospital, donde la farmacéutica se niega a darle adrenalina y decide avisar a la seguridad del hospital. Un hombre joven (Chester Bennington), que estaba por allí, le dice que hay adrenalina en un espray nasal. Chev coge varias cajas y comienza a esnifar los botes. Los agentes de seguridad comienzan a perseguirle, él decide ponerse una bata como disfraz, pero es inútil. A punta de pistola, pide adrenalina a varios doctores y enfermeros, empujando una camilla en la que estaba un paciente. Un enfermero (Glenn Howerton) es el que le da las medicinas, mientras los agentes lo siguen con las armas desenfundadas. Chev entonces le dice al enfermero que use el desfibrilador en él, lo que lo lanza disparado hacia el ascensor. Después de que las puertas se cierren, Chev se inyecta un vial entero de adrenalina, aunque le habían recomendado que solo tomase la quinta parte. Con unos niveles desmesurados de epinefrina en su cuerpo, Chev comienza a correr de forma alocada por las calles de Los Ángeles. El Doctor Miles le llama de nuevo y le reprende por haber usado toda la adrenalina, entonces le pregunta a Chev si tiene los síntomas de una sobredosis (específicamente priapismo), y Chev le dice que sí.
Chev llega a una tienda de televisiones, donde las noticias hablan de su persecución. Un hombre mira a Chev y lo reconoce por la imagen que emite la televisión. Chev sale del gentío y roba una moto de policía, que estampará más tarde contra una tienda de café. Desde ahí se dirige al apartamento de su novia Eve. Cuando llega allí, le dice que se vista porque tienen que salir de ahí. Chev intencionadamente se quema la mano izquierda con una tostadora de gofres para aumentar la adrenalina de su cuerpo; además se cambia y se pone un chándal de Puma. Ambos salen y Chev mata en la puerta a dos asesinos mandados por Verona sin que Eve se de cuenta. En un restaurante del barrio chino, Chev le revela a Eve que es un sicario, no un programador de videojuegos, como ella pensaba. También le dice que le han inyectado un veneno por no completar su misión de matar al gánster Don Kim y por ello deberían huir juntos. Ella abandona el restaurante enfadada, pensando que él le está mintiendo. Chev comienza a sentirse débil de nuevo y le pide que tenga sexo con él, para despertarlo. Eve inicialmente se resiste y pelea con él, y durante la lucha Chev le desabrocha la blusa, exponiendo su pecho. Finalmente ella consiente, pero Chev tiene dificultades para alcanzar la erección ante toda la gente que está mirando, por ello la sitúan en un dispensador de periódicos donde tiene relaciones con ella. En el proceso, recibe una llamada de Kaylo, que le dice que Verona está en un almacén cercano. Chev repentinamente deja a Eve sola en el dispensador; la besa y le dice adiós, para reunirse con Kaylo.
Él salta a un taxi conducido por un haitiano (Edi Gathegi), que le ofrece una droga para que pueda llegar al almacén. Una vez que Chev llega allí, descubre que Kaylo estaba siendo asfixiado por secuaces de Carlito. De repente, también aparece Eve desde un ascensor. Y comienza la lucha. Chev consigue matar a tres hombres, pero es ligeramente herido cuando se dirigía hacia el ascensor. Chev y Eve corren a través del almacén y él se acerca sigilosamente a un matón por detrás y empuja su mano a una máquina de coser. Ellos escapan y se suben al coche de Eve. Ahora Eve cree la historia, y le realiza una felación para mantenerlo con vida. Al mismo tiempo, Chev conduce y dispara contra los secuaces, además recibe una llamada del Doctor Miles, que está de vuelta ya en la ciudad. En la oficina del doctor, Miles trata a Chev, pero le dice que debido a su sobredosis de epinefrina, su condición es irrevocablemente fatal. Prefiriendo morir luchando por venganza, Chev llama a Verona para pedirle un intercambio, el collar de su hermano por el antídoto.
El encuentro se realiza en un ático, los secuaces de Verona lo desarman y lo escoltan hasta un ascensor. Verona lo espera, junto con Carlito, que ha unido sus fuerzas a las de él. Chelios sube en el ascensor junto a un hombre asiático que no tenía nada que ver en el asunto (Toshi Toda). El hombre mira a Chelios y una extraño sueño ocurre cuando comienza a hablar a Chev con distintas voces, incluyendo la de Verona, Kaylo, Carlito, su madre e incluso la suya propia. Chev se dice a sí mismo, en esta secuencia, que es un yonki de la adrenalina y que él es el problema de la actual situación.
Cuando llega al ático, Chev le pregunta por el antídoto a Carlito, que le dice que sólo tiene más veneno, y ordena a los guardas que lo sujeten. Chev presiona su dedo de la mano que había puesto con la forma de una pistola apuntando hacia Verona y Carlito. Cuando ellos se ríen de él, apunta a un matón y aprieta otra vez el dedo. El cuerpo del matón cae derribado por un tiro en la cabeza. Verona y Carlito se quedan impresionados cuando ven a Don Kim y a su banda detrás de Chev.
Las dos bandas comienzan a dispararse entre ellas mientras Chev va a por Verona. Carlito intenta escapar del tiroteo en su helicóptero. Chev, Verona y Carlito suben al helicóptero. Verona inyecta más veneno a Chev, y luego dispara a Carlito ocupando su lugar en el helicóptero. Cuando Chev está muriendo, en un instante se anima, haciendo que su corazón lata más rápido, y se da cuenta de que es inmune al veneno. Cuando el helicóptero se eleva, Chev se balancea en él, tirando de la pierna de Verona. Cuando el helicóptero se encuentra volando a gran altura sobre la ciudad, Chev consigue empujar a Verona fuera del helicóptero y ambos caen al vacío. Chev rompe el cuello de Verona, lo aleja de él y llama a Eve, pero ella no está en casa y salta el contestador, él le deja un mensaje pidiéndole disculpas por no seguir junto a ella. Después de colgar, su cuerpo rebota contra un coche y finalmente cae sobre la calle, su cara queda frente a la cámara, parece que respira y parpadea una vez. Segundos después los créditos comienzan a aparecer y se oyen dos latidos de corazón.

## Reparto
- Jason Statham como Chev Chelios.
- Amy Smart como Eve.
- José Pablo Cantillo como Ricky Verona.
- Efren Ramírez como Kaylo.
- Dwight Yoakam como Doctor Miles.
- Carlos Sanz como Carlito.
- Reno Wilson como Orlando.
- Noel Guglielmi como Hood.